# Kaori Inoue
Kaori Inoue, född 21 oktober 1982 i Toyooka, är en japansk volleybollspelare. Inoue blev olympisk bronsmedaljör i volleyboll vid sommarspelen 2012 i London.